# Pedaliodes stilla
Pedaliodes stilla är en fjärilsart som beskrevs av Otto Thieme 1911. Pedaliodes stilla ingår i släktet Pedaliodes och familjen praktfjärilar. Inga underarter finns listade i Catalogue of Life.